# Hinsbourg
Hinsbourg – miejscowość i gmina we Francji, w regionie Grand Est, w departamencie Dolny Ren.
Według danych na rok 1990 gminę zamieszkiwało 85 osób, 26 os./km².